# Hypsodontie

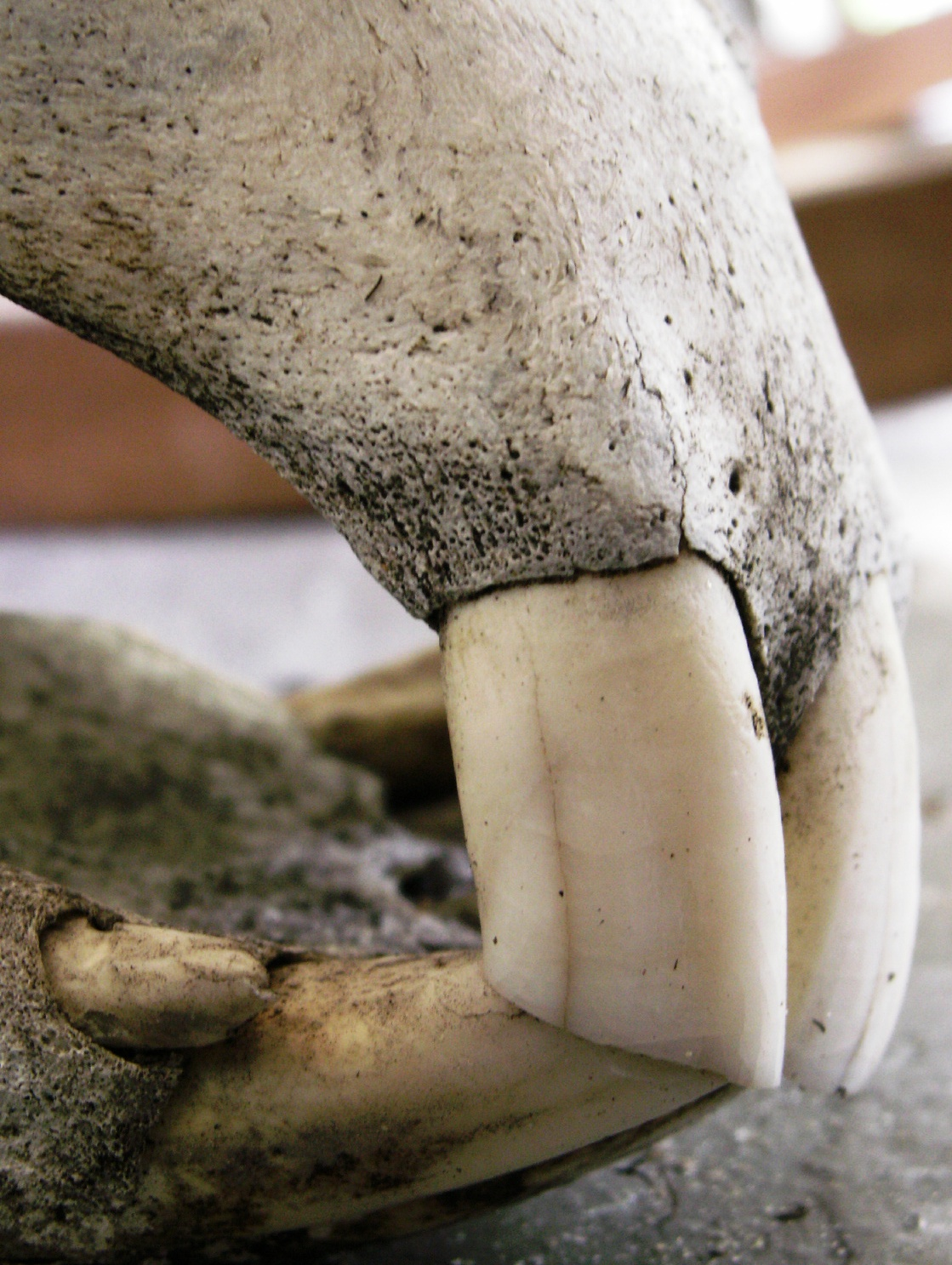
Incisives de cheval.

L’hypsodontie est le fait, pour un mammifère, d'avoir une dentition où les dents ont une couronne haute, une racine éventuellement courte, de l'émail dentaire qui s'étend au-delà de la ligne gingivale et une croissance prolongée des dents, dites « hypsodontes ».
On la retrouve chez les animaux ayant une alimentation végétale fibreuse ou pouvant contenir des minéraux comme chez les rongeurs (Castor notamment), les chevaux et les bovidés.

## Vocabulaire associé
L'adjectif correspondant est hypsodonte.
La dentition brachyodonte, qui n'est fonctionnelle qu'une fois la minéralisation achevée, se caractérise par de petites dents trapues à couronne basse (cas des mammifères carnivores et certains herbivores comme les cervidés). La dentition hypselodonte se caractérise par une minéralisation qui dure toute la vie du mammifère (incisives chez la plupart des rongeurs et lagomorphes, et pour certains toutes leurs dents).

## Étymologie
Le nom hypsodontie est composé à partir de deux étymons de grec ancien ύψος hypsos « hauteur »  et ὀδούς odous « dent » qui dans les composés prend la forme όδοντ- odont- et du suffixe -ie couramment utilisé en biologie pour former des noms à partir d’adjectif. La valeur « dent haute » est une allusion à la longueur de l’émail dentaire qui s’étend au-delà de la ligne gingivale.

## Histoire évolutive

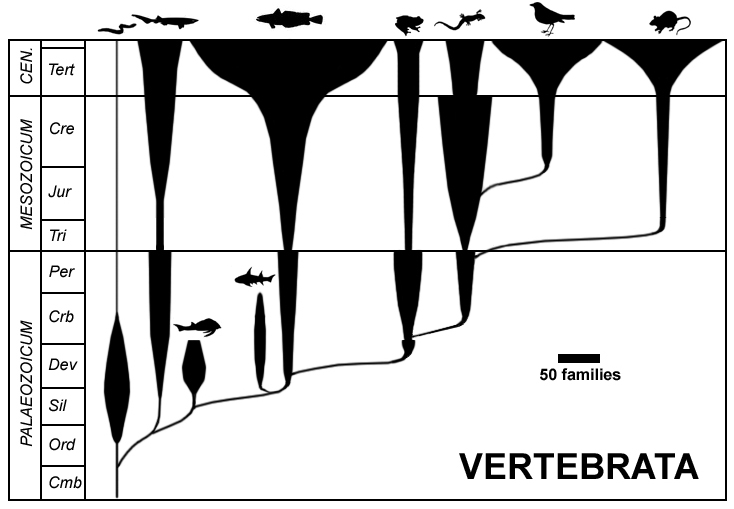
Évolution des vertébrés selon un diagramme axial représentant les cinq grandes classes (poissons, amphibiens, reptiles, oiseaux et mammifères). La largeur des axes indique le nombre de familles dans chaque classe. Les mammifères ongulés se sont adaptés à la progressive extension des prairies au cours de l'ère tertiaire.

L'accroissement en taille des mammifères (corrélée à l'allongement de leur tube digestif qui favorise l'assimilation des herbes peu digestibles), le développement de chambres de digestion volumineuses et spécialisées (panse, cæcum avec leur microbiote ayant la capacité de digérer la cellulose) et l'acquisition d'une denture hypsodonte résistante au pouvoir abrasif des graminées, entraîne au Miocène le déclin des mammifères frugivores au profit des herbivores brouteurs puis paisseurs. L'émail dentaire de ces herbivores dessine un réseau complexe de crêtes broyeuses et une croissance prolongée de la dent qui compense l'usure rapide due aux phytolithes des graminées possédant des grains de silice qui abrasent les dents.

## Utilisation
Le type, le degré et la signification évolutive, de l'hypsodontie comptent parmi les critères de classification qui permettent aussi d'identifier des fossiles d'espèces de mammifères anciennes ou disparues, notamment chez les rongeurs.